# Stenoscaptia latifascia
Stenoscaptia latifascia là một loài bướm đêm thuộc phân họ Arctiinae, họ Erebidae.